# Saison 2016-2017 du Paris Saint-Germain (féminines)
Maillots
Chronologie
Saison précédente Saison suivante
La saison 2016-2017 de la section féminine du Paris Saint-Germain est la quinzième saison consécutive du club francilien en première division du championnat de France depuis la saison 2001-2002.
Le poste d’entraîneur est confié à Patrice Lair qui signe un contrat de deux ans, avec une année supplémentaire en option.

## Préparation d'avant-saison
L'équipe féminines du Paris Saint-Germain, désormais dirigée par Patrice Lair, reprend le chemin de l'entrainement le lundi 25 juillet 2016 au centre d'entrainement de Bougival. 17 joueuses sont présentes ce jour-là, certaines étant blessées, d'autres retenues pour les Jeux olympiques ou l'Euro U19.
Le 6 août, le groupe rejoint Ploufragan, en Bretagne, pour un stage d'une semaine, qui est conclu par un match amical contre l'US Saint-Malo (D2) le 15 août.

## Transferts

### Transferts estivaux
Dès la fin de saison 2015-2016, le PSG officialise les départs de deux joueuses internationales cadres de son effectif : la Suédoise Caroline Seger et la Française Jessica Houara-d'Hommeaux, tandis que le président lyonnais Jean-Michel Aulas annonce l'arrivée prochaine de 4 joueuses du PSG : les deux premières mais aussi Kenza Dali et Kheira Hamraoui. Durant l'été, de nombreuses étrangères quittent le club à l'image des Allemandes Ann-Katrin Berger, Fatmire Alushi et Anja Mittag, qui résilie son contrat, de la Suédoise Lisa Dahlkvist et de la Brésilienne Rosana. Ghoutia Karchouni part elle aux États-Unis, tandis que Léa Declercq signe à Juvisy.

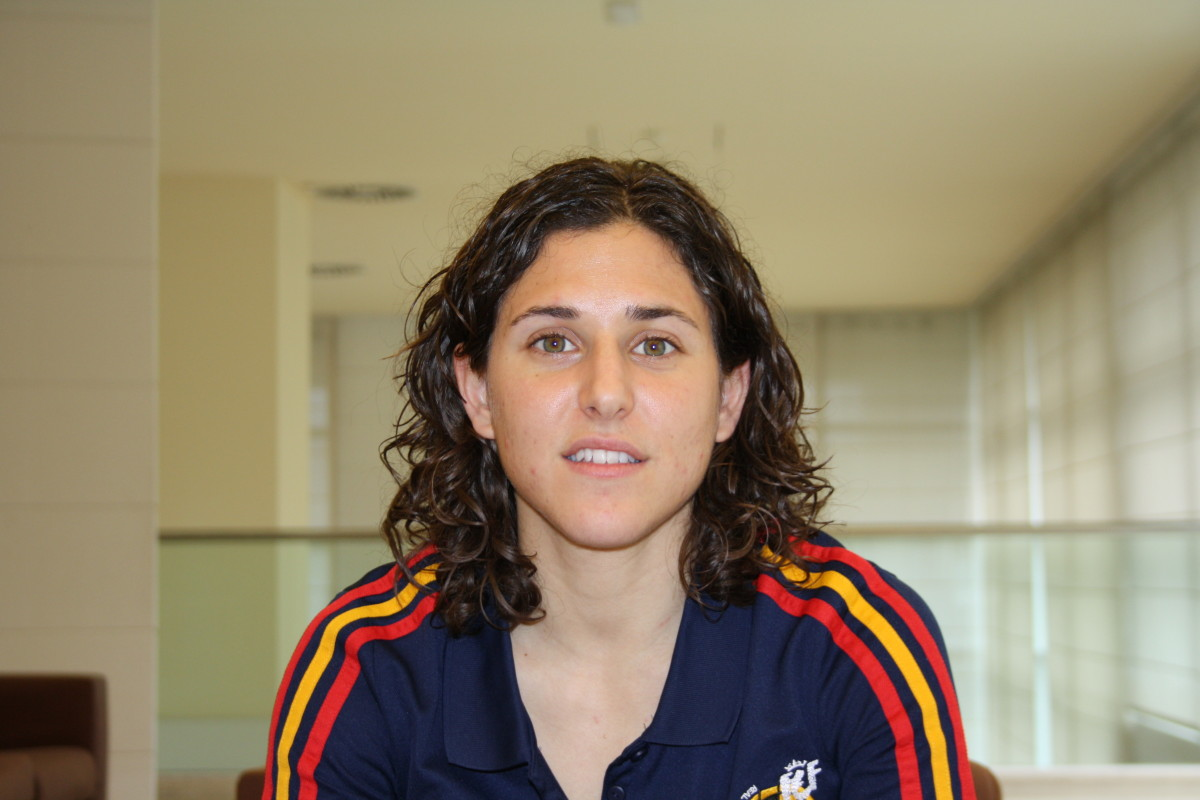
Vero Boquete, recrue d'expérience pour le PSG de Patrice Lair.

En parallèle, la défenseure internationale Sabrina Delannoy prolonge un an au club. Auréolés de leur titre de championnes de France U19, les deux milieux de terrains Anissa Lahmari et Grace Geyoro prolongent leur contrat jusqu'en 2019. La jeune arrière gauche Perle Morroni fait de même mi juin. Des cadres sont également prolongées à l'image de Marie-Laure Delie, Shirley Cruz et Laura Georges jusqu'en juin 2018,,, ou Cristiane jusqu'en juin 2017. 
Première recrue de l'ère Patrice Lair, l'attaquante de l'AS Saint-Étienne Sarah Palacin s'engage le 3 juin 2016 pour une année plus une autre en option. Le 14 juin, la milieu défensive et capitaine de Guingamp Aminata Diallo signe pour deux ans avec le club parisien. Trois jours plus tard, c'est au tour de la lyonnaise Ève Périsset de s'engager pour deux ans. Début juillet, le PSG annonce les signatures de deux internationales espagnoles : la défenseur Irene Paredes pour un an, puis la milieu Vero Boquete pour deux ans. Le 21 septembre, la gardienne néerlandaise Loes Geurts signe deux ans au PSG. Par ailleurs, la jeune Sana Daoudi signe durant l'été son premier contrat professionnel d'une saison avec le PSG.

### Transferts hivernaux
Début janvier 2017, le PSG signe la jeune internationale canadienne Ashley Lawrence jusqu'en 2019. Arrive également en prêt l'internationale française Amandine Henry. À la fin du mois, la Macédonienne Nataša Andonova s'engage pour six mois, tout comme la Brésilienne Formiga, tandis que sa compatriote Érika, blessée, résilie son contrat avec le club parisien.
Seulement deux mois après son arrivée, Amandine Henry est rappelée par son club Portland Thorns FC pour préparer la nouvelle saison de NWSL.

## Compétitions
| Championnat de France | Ligue des champions                      | Coupe de France                          |
| --------------------- | ---------------------------------------- | ---------------------------------------- |
| Troisième 49 points   | Finale face à l'Olympique lyonnais (0-0) | Finale face à l'Olympique lyonnais (1-1) |
| 16V 2N 4D             | 6V 1N 2D                                 | 4V 2N 0D                                 |
| TOTAL: 26V 5N 6D      |                                          |                                          |

### Championnat
La Division 1 2016-2017 est la quarante-troisième édition du Championnat de France féminin de football et la quinzième sous l'appellation « Division 1 ». La division oppose douze clubs en une série de vingt-deux rencontres. Les deux meilleurs de ce championnat se qualifient pour la Ligue des champions. Le Paris Saint-Germain participe à cette compétition pour la trentième fois de son histoire et la quinzième fois de suite depuis la saison 2001-2002.

#### Évolution du classement et des résultats
| Match    | 1  | 2 | 3 | 4 | 5 | 6 | 7 | 8 | 9 | 10 | 11 | 12 | 13 | 14 | 15 | 16 | 17 | 18 | 19 | 20 | 21 | 22 |
| -------- | -- | - | - | - | - | - | - | - | - | -- | -- | -- | -- | -- | -- | -- | -- | -- | -- | -- | -- | -- |
| Lieu     | E  | D | E | D | D | D | E | E | E | D  | D  | E  | E  | D  | E  | E  | D  | D  | E  | D  | E  | D  |
| Résultat | D  | V | V | V | V | V | V | V | V | V  | V  | D  | V  | V  | V  | D  | V  | N  | V  | V  | D  | N  |
| Class.   | 12 | 8 | 5 | 4 | 3 | 3 | 3 | 3 | 3 | 2  | 2  | 3  | 2  | 2  | 2  | 2  | 2  | 3  | 3  | 3  | 3  | 3  |

Légende : E : Extérieur ; D : Domicile ; D: Défaite ; N:Nul ; V : Victoire

### Coupe de France
La Coupe de France 2016-2017 est la 16e édition de la Coupe de France féminine de football, une compétition à élimination directe mettant aux prises tous les clubs de football amateurs et professionnels à travers la France métropolitaine et l'outre-mer. Elle est organisée par la FFF et ses ligues régionales. Le PSG jouant en Division 1, il démarre aux trente-deuxièmes de finale.

### Ligue des champions
La Ligue des champions 2016-2017 est la 16e édition de la Ligue des champions féminine de l'UEFA, la compétition inter-clubs européenne de football féminin. Elle est divisée en deux phases, une phase de qualification pour certaines équipes, et une phase finale avec les principales équipes et celles qualifiées précédemment. Le PSG étant vice-champion de France 2015-2016, pays alors à la deuxième place du coefficient UEFA, le club démarre aux seizièmes de finale.

## Joueuses et encadrement technique

### Encadrement technique

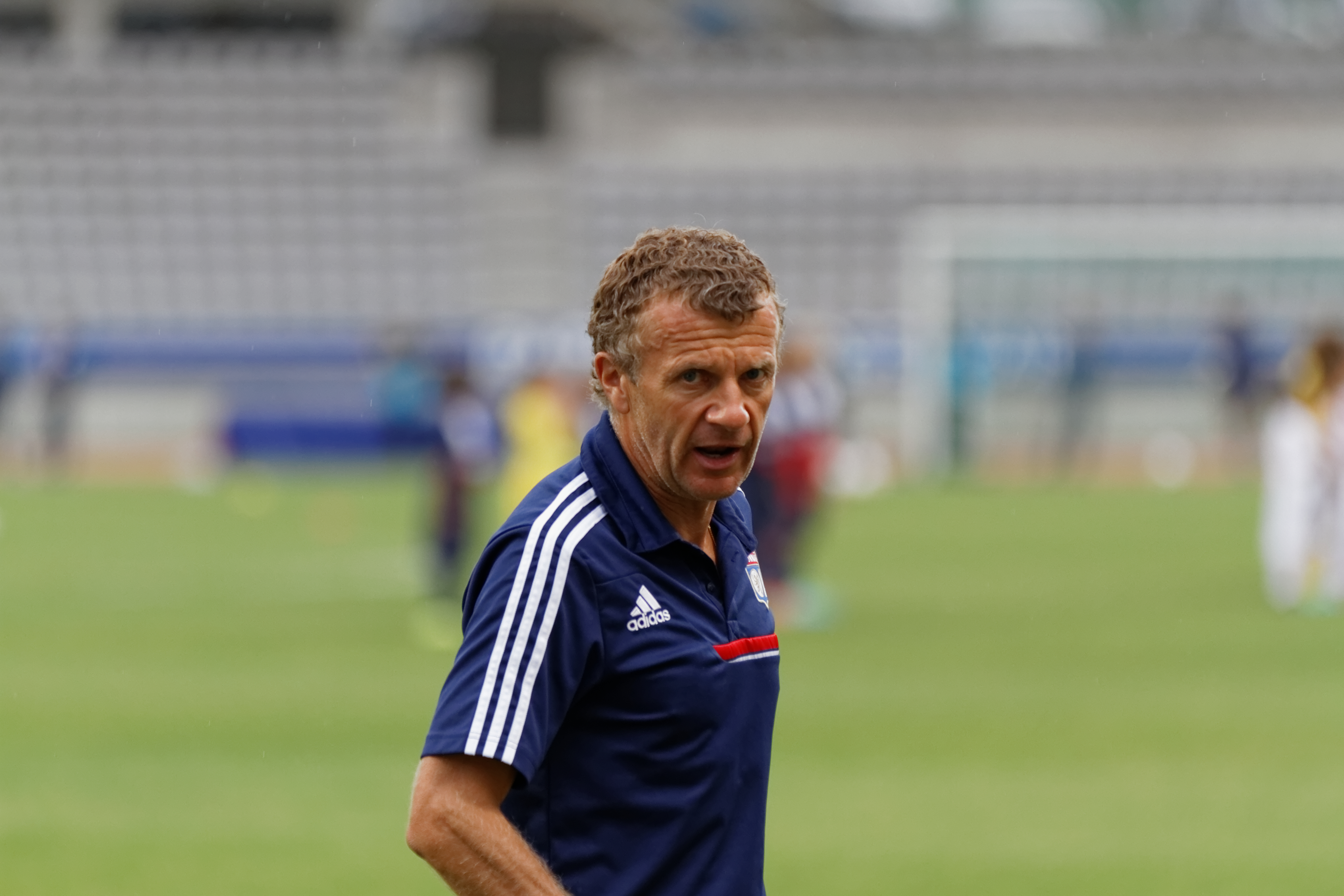
Patrice Lair, lors de son passage à l'Olympique lyonnais.

L'équipe parisienne est entraînée depuis cette saison par le Français Patrice Lair. Âgé de 56 ans, il commence sa carrière dans plusieurs clubs amateurs de niveau régional. Évoluant au poste de milieu de terrain, il devient ensuite entraîneur-joueur et termine sa carrière de footballeur au Stade de Reims où il est nommé entraîneur-adjoint en 2001. Il découvre le football féminin en 2005 dans le club de Montpellier Hérault Sport Club, avec lequel il remporte deux fois le Challenge de France. Après deux expériences en Afrique, il prend en charge l'Olympique lyonnais en 2010 et il obtient des résultats inégalés (10 titres au total dont 2 coupes d'Europe, 3 doublés nationaux et le championnat mondial des clubs). Il est nommé en mai 2016 comme le successeur de Farid Benstiti à la tête de l'équipe parisienne, pour deux ans.
Patrice Lair choisit Florent Ghisolfi, qui a coaché les féminines du Stade de Reims, pour l'accompagner en tant qu'adjoint.

### Effectif professionnel
Le tableau suivant liste l'effectif professionnel du PSG pour la saison 2016-2017.

## Statistiques

### Statistiques collectives
| Compétition         | Débute au tour | Termine   | Matches joués | Gagnés | Nuls | Perdus | Buts pour | Buts contre | Différence |
| ------------------- | -------------- | --------- | ------------- | ------ | ---- | ------ | --------- | ----------- | ---------- |
| Division 1          | -              | Troisième | 22            | 16     | 2    | 4      | 54        | 16          | +38        |
| Ligue des champions | 1/16 de finale | Finale    | 9             | 6      | 1    | 2      | 21        | 7           | +14        |
| Coupe de France     | 1/32 de finale | Finale    | 6             | 4      | 2    | 0      | 41        | 3           | +38        |
| Total               | -              | -         | 37            | 26     | 5    | 6      | 116       | 26          | +90        |

### Statistiques individuelles
| Joueuse                 | Total |
| Marie-Laure Delie       | 28    |
| Cristiane               | 27    |
| Vero Boquete            | 12    |
| Marie-Antoinette Katoto | 7     |
| Shirley Cruz Traña      | 6     |

| Joueuse            | Total |
| Shirley Cruz Traña | 12    |
| Vero Boquete       | 10    |
| Ève Périsset       | 8     |
| Cristiane          | 27    |